# S2 Games
S2 Games  era una compagnia per lo sviluppo di videogiochi fondata da Marc "Maliken" DeForest, Jesse Hayes, e Sam McGrath, situata a Rohnert Park, California. Altro sito di produzione fu Kalamazoo, Michigan. 
Lo slogan della compagnia era "Dediti impiegati servendo dediti giocatori. Sviluppo continuo. Miglioramento senza fine".

## Storia
Il primo progetto (un ibrido fra strategia in tempo reale, sparatutto in terza persona e gioco di ruolo), Savage: The Battle for Newerth, fu distribuito nell'estate del 2003. Successivamente fu pubblicato il seguito, Savage 2: A Tortured Soul, 16 gennaio 2008 il quale è stato pubblicato e distribuito indipendentemente. L'ultimo episodio della serie di Newerth, Heroes of Newerth, sviluppato ispirandosi a Defense of the Ancients, fu pubblicato il 12 maggio, 2010. 
Nel 2015 S2 Games vendette i diritti di Heroes of Newerth a Garena per concentrarsi su Strife, il loro MOBA di seconda generazione.
Garena successivamente spostò Heroes of Newerth a Frostburn Studios, di Kalamazoo, Michigan filiale controllata da Garena.
Nel 2022, S2 Games ha chiuso i battenti di Heroes of Newerth.

## Titoli
- Savage: The Battle for Newerth (2003) (Windows, Macintosh, Linux)
- Savage 2: A Tortured Soul (2008) (Windows, Macintosh, Linux)
- Heroes of Newerth (2010) (Windows, Macintosh, Linux)
- Strife (2015) (Windows, Macintosh, Linux)
- Savage Resurrection (2016) (Windows)
- Brawl of Ages (2017)  (Windows)

## Eventi Chiave
- Nel 2003, S2 Games rilascia Savage: The Battle for Newerth, il loro primo gioco commerciale.
- Nel 2004, tre ex dipendenti di S2 Games lasciano la compagnia per formare Offset Software.
- Nel 2006, S2 Games rilascia Savage: The Battle for Newerth, come freeware.[5]
- Nel 2008, S2 Games rilascia Savage 2: A Tortured Soul.
- Nel 2009, S2 Games rilascia Savage 2: A Tortured Soul come freeware.
- Nel 2010, S2 Games rilascia Heroes of Newerth.
- Nel 2011, S2 Games rilascia Heroes of Newerth come freeware/free-to-play
- Nel 2012, S2 Games rende tutti gli eroi in Heroes of Newerth completamente liberi per essere giocati[1]
- Nel 2012, più di 10,000,000 account di Heroes of Newerthsono stati registrati.[1]
- Nel 2013, S2 Games annuncia Strife un imminente "MOBA di seconda generazione"
- Nel 2015, S2 Games rilascia l'etichetta di Heroes of Newerth nelle mani di Frostburn Studios.
- Nel 2018, i server di Strife vengono dismessi.